# جامعة تاراس شفتشينكو الوطنية في كييف
جامعة تاراس شفتشينكو الوطنية في كييف (بالأوكرانية: Київський національний університет імені Тараса Шевченка) هي جامعة تقع في كييف عاصمة أوكرانيا. تأسست هذه الجامعة في سنة 1834 وهي ثالث جامعة في أوكرانيا من حيث القدم بعد جامعة لفيف وجامعة خاركيف. سميت باسم الشاعر الأوكراني تاراس شفتشينكو.